# Anaulacomera dimidiata
Anaulacomera dimidiata är en insektsart som beskrevs av Piza Jr. 1952. Anaulacomera dimidiata ingår i släktet Anaulacomera och familjen vårtbitare. Inga underarter finns listade i Catalogue of Life.